# Mládí (socha)
Mládí (dříve též Radostné mládí) je bronzová socha, akt mladého muže, jehož autorem je Miloš Zet. Socha byla od roku 1963 umístěna na nádvoří před Starým purkrabstvím na Pražském hradě. Tematicky souvisela s tehdy otevřeným Domem československých dětí. Odstraněna byla v rámci rekonstrukce Nejvyššího purkrabství dne 5. února 2018, a to se zdůvodněním, že po zániku Domu dětí a demolici prosklené vestavby arch. Josefa Hlavatého v nádvoří Malého Lobkovického paláce ztratila v daném místě smysl. Kromě toho by podle zprávy Kanceláře prezidenta republiky z 15. července 2015 nesouzněla s cílem rekonstrukce nádvoří Starého purkrabství a Malého Lobkovického paláce, totiž evokovat někdejší renesanční kompozici daného místa. Druhým důvodem odstranění byla adaptace nádvoří pro hlediště Letních shakespearovských slavností, v němž by socha některým divákům bránila ve výhledu.[zdroj?]